# Бушуевская (порода коров)
Бушуевская порода — порода крупного рогатого скота молочного направления продуктивности.
Названа по имени заведующего Голодностепной опытной станцией Михаила Михайловича Бушуева (1876—1936), положившего начало её селекции (1905—1918). 
Создана методом скрещивания местного зебувидного скота с быками голландской породы (частично также швицкой и симментальской) и разведения помесей «в себе».
Методическое руководство по совершенствованию породы с 1953 года осуществлял Узбекский научно-исследовательский институт животноводства. Официально она зарегистрирована в 1967 году.
Родиной бушуевского скота считается Голодная Степь — Сырдарьинский и Гулистанский районы.
Распространена в Республике Узбекистан. Поголовье на 1 января 2003 года 39,2 тыс. голов, имелось 4 племенных базовых хозяйства.

## Характеристика
Бушуевский скот хорошо приспособлен к условиям жаркого сухого климата и устойчив к кровепаразитарным заболеваниям. 
Масть белая, уши чёрные или красные, вокруг глаз тёмные очки, в области носа чёрная полоса.
Молочная продуктивность коров — до 5000 кг при средней жирности 4—4,5 % (до 5,5 %). 
Вес коров 400—450 кг, быков — до 700 кг.
Селекционная работа направлена на рост удоев, увеличение жирности, повышение живой массы коров до 500 кг и более.